# هيرمينجيلدو غارسيا
هيرمينجيلدو غارسيا (مواليد 11 سبتمبر 1968) هو مبارز بالسيف كوبي، مثّل بلاده في الألعاب الأولمبية الصيفية 1992.

## روابط رياضية
هيرمينجيلدو غارسيا على موقع أوليمبيديا (الإنجليزية)